# Největší Čech
Největší Čech (em português: Maiores Tchecos) é um programa de televisão tcheco do gênero jornalístico exibido pelo canal Česka Televize lançado em 2008. O programa é baseado no programa britânico 100 Greatest Britons da emissora BBC que também colabora na produção do programa. A função do programa era decidir a maior personalidade e o maior vilão tcheco.

## Escolhidos: Maior Personalidade

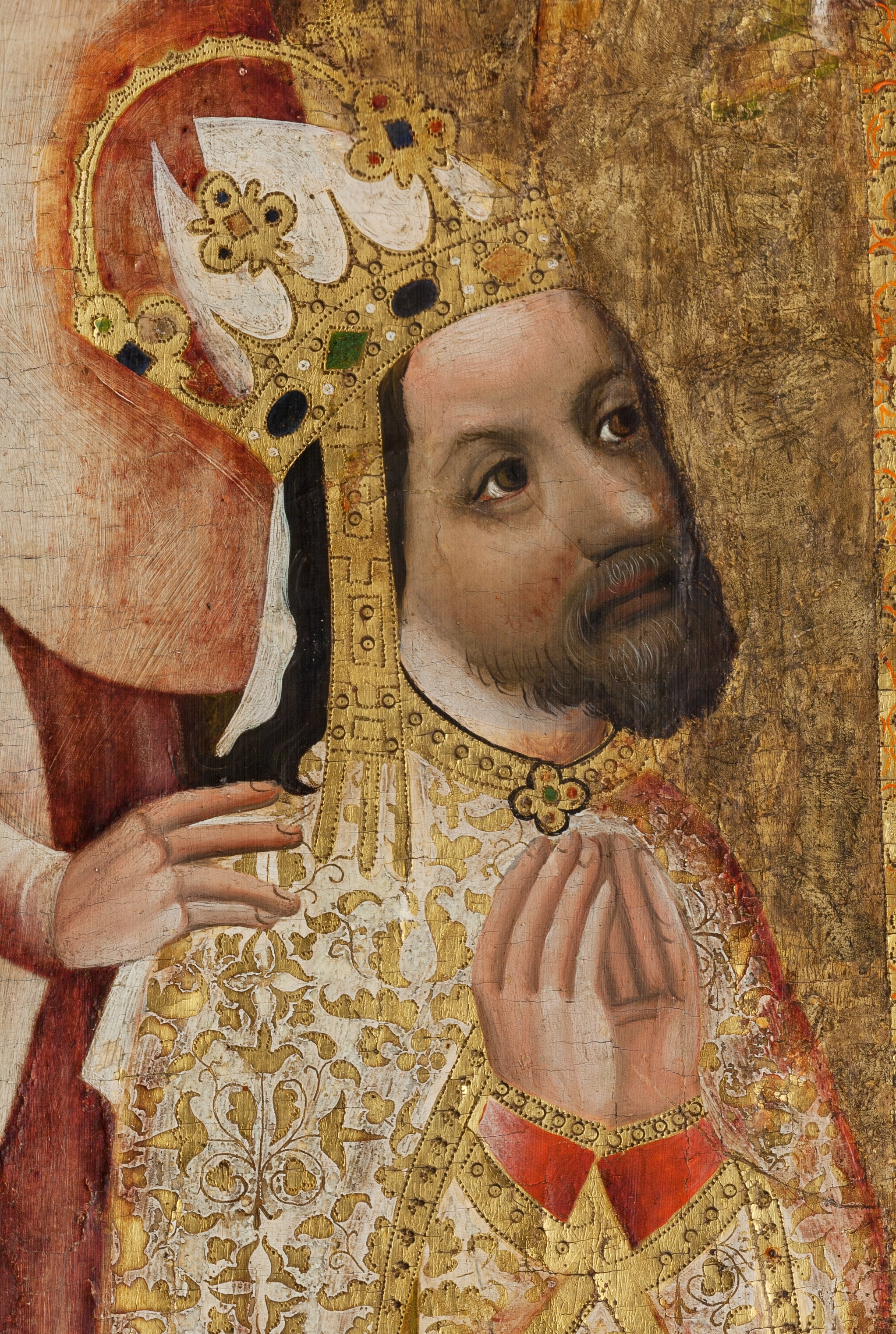
Charles IV, o ganhador da maior personalidade.

### Top 10
1. Charles IV
2. Tomáš Garrique Masaryk
3. Václav Havel
4. Jan Amos Komenský
5. Jan Žižka
6. Jan Werich
7. Jan Hus
8. Antonín Dvořák
9. Karel Čapek
10. Božena Němcová

### Top 100
1. Bedřich Smetana
2. Emil Zátopek
3. Karel Gott
4. Jorge de Poděbrady
5. Frantisek Palacký
6. Otacar II da Boêmia
7. Venceslau I
8. Václav Klaus
9. Jaroslav Heyrovský
10. Inês de Praga
11. Tomáš Baťa
12. Edvard Beneš
13. Otto Wichterle
14. Jaroslav Seifert
15. Zdeněk Svěrák
16. Ema Destinnová
17. Jaromír Jágr
18. Maria Teresa da Áustria
19. Karel Kryl
20. Miloš Forman
21. Vlasta Burian
22. Roman Šebrle
23. Ivan Hlinka
24. Karel Havlíček Borovský
25. Daniel Landa
26. Milada Horáková
27. Vladimír Menšík
28. Jaroslav Hašek
29. Alfons Mucha
30. Jan Evangelista Purkyně
31. Pavel Nedvěd
32. Jan Janský
33. František Křižík
34. Jan Železný
35. Jan Palach
36. Věra Čáslavská
37. Leoš Janáček
38. Alois Jirásek
39. Jaromír Nohavica
40. Jan Masaryk
41. Bohumil Hrabal
42. Jan Neruda
43. Josef Jungmann
44. Gregor Mendel
45. Franz Kafka
46. František Tomášek
47. Adalberto de Praga
48. Josef Bican
49. Josef Kajetán Tyl
50. Lucie Bílá
51. Karel Hynek Mácha
52. Saint Ludmila
53. Boleslav Polívka
54. Rodolfo II do Sacro Império Romano-Germânico
55. Josef Dobrovský
56. Josef Lada
57. Rudolf Hrušínský
58. Venceslau II da Boêmia
59. Madeleine Albright
60. Aneta Langerová
61. Otacar I da Boêmia
62. Ludvík Svoboda
63. Dominik Hašek
64. João da Boêmia
65. Milan Baroš
66. Karel Jaromír Erben
67. Zdislava de Lemberk
68. Jaroslav Foglar
69. Ladislav Smoljak
70. Olga Havlová
71. Martina Navrátilová
72. Helena Růžičková
73. Pavel Tigrid
74. Isabel da Boémia (1292–1330)
75. Milan Kundera
76. Vladimír Remek
77. Boleslau I da Boêmia
78. Magdalena Dobromila Rettigová
79. Mikoláš Aleš
80. Emil Holub
81. František Fajtl
82. Klement Gottwald
83. Zdeněk Matějček
84. Jiří Voskovec
85. Marta Kubišová
86. Jiřina Bohdalová
87. Miloslav Šimek
88. Sigmund Freud
89. Samo
90. Miloš Zeman[2]

## Escolhidos: Maior Vilão

### Top 10
1. Klement Gottwald
2. Stanislav Gross
3. Václav Klaus
4. Vladimír Železný
5. Miroslav Kalousek
6. Miroslav Grebeníček
7. Viktor Kožený
8. Milouš Jakeš
9. Zdeněk Škromach
10. Gustáv Husák